# Las Españas (revista)

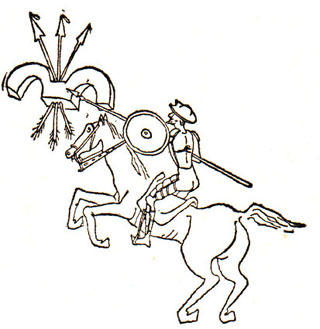
Símbolo de la revista en su primer número

Las Españas fue una revista creada en México en 1946 por Manuel Andújar y José Ramón Arana. Tanto por su calidad literaria como por su compromiso político se convirtió muy pronto en una de las publicaciones más importantes del exilio español del 39.

## Historia y temática
Se caracteriza por "la preocupación por el país materno y sus problemas, con sus injusticias y desigualdades, el rechazo al franquismo o la añoranza que sienten en México". La cabecera de la publicación es "Las Españas: revista literaria", y se editan 19 números desde 1946 a 1956. El último número inicia la Segunda época (Nº 26, 27 y 28 de julio de 1956). Continúa posteriormente bajo el título "Diálogo de Las Españas" (1957-1963).
La precedieron otras iniciativas editoriales en el exilio, como España peregrina, que aparece tempranamente en 1940, y recoge las inquietudes de los republicanos españoles en un primer momento. También Cuadernos Hispanoamericanos, Romance, Taller, Tierra Nueva, Rueca, El Hijo Pródigo o Letras de México.
José Ramón Arana había tenido otras iniciativas anteriores en revistas: Aragón (1943-1945) y Ruedo Ibérico (1944); en la primera había reivindicado su tierra, en la segunda se intentan exponer y analizar los principales problemas de España. Dos cuestiones motivan la creación de las revistas: el posible retorno y la reconstrucción de España con la caída del régimen de Franco, y la superación de las razones que habían motivado la Guerra Civil para que, una vez conocidas las causas de la tragedia, esta no se volviera a repetir.

1.- contribuir desde el exilio a asegurar la continuidad de la cultura nacional que se había visto rota por el régimen franquista;
2.- la revista sería no sólo un órgano de difusión cultural sino también
de discusión política;
3.- lograr la unidad entre las distintas tendencias del exilio republicano.
Primer número de la revista Las Españas

Los republicanos exiliados sintieron muy pronto la necesidad de construir otra versión de la historia que se opusiera a la oficial y los legitimara a ellos. El grupo de Las Españas construyó una visión histórica que se opusiera frontalmente a la franquista y creó una tradición heterodoxa dentro de la cual incluirse ellos mismos y justificar su situación.

## Etapas
1. Entre octubre de 1946 a agosto de 1950, compuesta por 18 números.
2. Entre agosto de 1950 a julio de 1958, compuesta por 10 números. Los exiliados tienen que asumir las consecuencias que se desprenden de la nueva realidad internacional.
3. Entre julio de 1958 a 1963, compuesta por 5 números. La revista pasa a llamarse Diálogo de las Españas, buscando entablar un diálogo tanto con las fuerzas antifranquistas españolas como con las nuevas generaciones. La discusión política en su seno se hace más intensa.